# 倉見山
倉見山（くらみやま）は、山梨県南都留郡西桂町の南東、杓子山と三ツ峠山の間に位置する標高1,256mの山。富士山の眺望がよく「富士八景」に数えられる山梨百名山100番の山。

## 登山
起点は富士急行線東桂駅（標高562m）。駅から南へ約1.2kmの場所にある長泉寺の墓地近くに登山道入口がある。やや急な斜面を交えて高度を上げると、なだらかな稜線に到達し、右手に三ツ峠山が見えてくる。その後尾根を直進すると山頂へ着く。山頂は南北に長い稜線の北側にあり、富士山、奥秩父、奥多摩の山々が見えるほか、南アルプス、農鳥岳なども見える。登山道入口から山頂までの距離は約2.8km、コースタイムは1時間50分。帰りは来た道を戻り、途中の分岐を左折して三ツ峠駅へ下山するか、山頂から富士山側へ下り、見晴台から堂尾山公園を経由して寿駅へ下るルートがある。山頂から寿駅までは約5.5km、コースタイムは1時間50分となっている。